# 八穀增廿
鹿豹座40，又名BD+60 938，HD 42633、SAO 13772、HR 2201，是鹿豹座的一颗恒星，视星等为5.35，位于銀經154.43，銀緯19.01，其B1900.0坐标为赤經6h 6m 41.5s，赤緯+60° 19.01′ 37″。